# Patinage artistique aux Jeux olympiques de 1992
Navigation
Calgary 1988 Lillehammer 1994
Les épreuves de patinage artistique aux Jeux olympiques d'hiver de 1992 se déroulent du 9 au 21 février 1992 à la Halle olympique d'Albertville en France.  
Les compétitions regroupent vingt-neuf pays et cent trente-quatre athlètes (soixante-huit hommes et soixante-six femmes).
Quatre épreuves sont disputées :
- Concours Messieurs (le 13 février pour le programme court et le 15 février pour le programme libre).
- Concours Dames (le 19 février pour le programme court et le 21 février pour le programme libre).
- Concours Couples (le 9 février pour le programme court et le 11 février pour le programme libre).
- Concours Danse sur glace (le 14 février pour les danses imposées, le 16 février pour la danse originale et le 17 février pour la danse libre)

Ce sont les premiers jeux olympiques sans figures imposées pour les catégories individuelles masculine et féminine, après leur suppression lors de la saison 1990/1991. 
Pour la première fois aux jeux olympiques, plus de trente patineurs participent à la compétition individuelle masculine. 

## Qualifications
Les patineurs sont éligibles à l'épreuve s'ils représentent une nation membre du Comité international olympique et de l'Union internationale de patinage (International Skating Union en anglais). Les fédérations nationales sélectionnent leurs patineurs en fonction de leurs propres critères.
Sur la base des résultats des championnats du monde 1991, l'Union internationale de patinage autorise chaque pays à avoir de une à trois inscriptions par discipline. Les inscriptions gagnées par l'Union soviétique l'année précédente sont transférées à l'Équipe unifiée.
| Entrées | Messieurs                          | Dames                                                      | Couples                            | Danse sur glace                           |
| --- | ---------------------------------- | ---------------------------------------------------------- | ---------------------------------- | ----------------------------------------- |
| 3 | Canada Union soviétique États-Unis | États-Unis                                                 | Canada Union soviétique États-Unis | France Union soviétique                   |
| 2 | France Japon Tchécoslovaquie       | Allemagne Canada France Japon Royaume-Uni Union soviétique | Allemagne Tchécoslovaquie          | Canada Finlande Hongrie Italie États-Unis |
| Les pays non listés dans ce tableau peuvent avoir une entrée si leurs patineurs remplissent des critères de sélections de l'Union internationale de patinage. |                                    |                                                            |                                    |                                           |

## Participants
134 patineurs de 29 nations participent aux Jeux olympiques d'hiver de 1992 : 68 hommes et 66 femmes.
La Croatie, l'Estonie, la Lettonie, la Lituanie et la Slovénie participent pour la première fois aux épreuves de patinage artistique des Jeux olympiques d'hiver. 
| Pays            | Participants Hommes | Participantes Femmes | Nombre d'hommes | Nombre de femmes | Nombre total |
| --------------- | --- | --- | --------------- | ---------------- | ------------ |
| Allemagne       | Alexander König Axel Rauschenbach | Marina Kielmann Patricia Neske Peggy Schwarz Mandy Wötzel                                                                          | 2               | 4                | 6            |
| Australie       | Stephen Carr Cameron Medhurst | Danielle Carr | 2               | 1                | 3            |
| Autriche        | Ralph Burghart | | 1               | 0                | 1            |
| Bulgarie        | | Viktoria Dimitrova | 0               | 1                | 1            |
| Canada          | Kurt Browning Lloyd Eisler Mark Janoschak Doug Ladret Michael Slipchuk Elvis Stojko Kris Wirtz                                                        | Sherry Ball Isabelle Brasseur Josée Chouinard Christine Hough Jacqueline Petr Karen Preston                                        | 7               | 6                | 13           |
| Chine           | Yang Hui Zhang Shubin | Chen Lu Han Bing | 2               | 2                | 4            |
| Corée du Nord   | Kim Gwang-ho Li Su-min Pak Un-sil | Ko Ok-ran Li Gyong-ok Ryu Gwang-ho                                                                                                 | 3               | 3                | 6            |
| Corée du Sud    | Jung Sung-il | Lee Eun-hee | 1               | 1                | 2            |
| Croatie         | Tomislav Čižmešija | Željka Čižmešija | 1               | 1                | 2            |
| Danemark        | Henrik Walentin | Anisette Torp-Lind | 1               | 1                | 2            |
| Équipe unifiée  | Artur Dmitriev Alexandre Jouline Vadim Naumov Viktor Petrenko Denis Petrov Ievgueni Platov Sergueï Ponomarenko Aleksey Urmanov Vyacheslav Zahorodnyuk | Elena Bechke Oksana Grichtchouk Marina Klimova Natalia Mishkutenok Maïa Oussova Tatiana Rachkova Evgenia Shishkova Yulia Vorobieva | 9               | 8                | 17           |
| Estonie         | | Olga Vassiljeva | 0               | 1                | 1            |
| États-Unis      | Christopher Bowman Peter Breen Todd Eldredge Rocky Marval Todd Sand Scott Wendland Russ Witherby Paul Wylie                                           | Tonya Harding Nancy Kerrigan Natasha Kuchiki Rachel Mayer Jenni Meno April Sargent-Thomas Calla Urbanski Kristi Yamaguchi          | 8               | 8                | 16           |
| Finlande        | Oula Jääskeläinen Petri Kokko | Susanna Rahkamo | 2               | 1                | 3            |
| France          | Paul Duchesnay Pascal Lavanchy Éric Millot Frédéric Palluel Nicolas Pétorin Sylvain Privé                                                             | Surya Bonaly Isabelle Duchesnay Line Haddad Laëtitia Hubert Sophie Moniotte Dominique Yvon                                         | 6               | 6                | 12           |
| Hongrie         | Csaba Szentpétery Attila Tóth | Krisztina Czakó Klára Engi Regina Woodward                                                                                         | 2               | 3                | 5            |
| Italie          | Pasquale Camerlengo Luca Mantovani Massimo Salvadè Gilberto Viadana                                                                                   | Stefania Calegari Anna Croci Anna Tabacchi                                                                                         | 4               | 3                | 7            |
| Japon           | Masakazu Kagiyama Tomoaki Koyama Mitsuhiro Murata | Rena Inoue Midori Ito Yuka Sato | 3               | 3                | 6            |
| Lettonie        | Konstantin Kostin | Alma Lepina | 1               | 1                | 2            |
| Lituanie        | Povilas Vanagas | Margarita Drobiazko | 1               | 1                | 2            |
| Mexique         | Riccardo Olavarrieta | Mayda Navarro | 1               | 1                | 2            |
| Norvège         | Jan Erik Digernes | | 1               | 0                | 1            |
| Pologne         | Grzegorz Filipowski | Zuzanna Szwed | 1               | 1                | 2            |
| Roumanie        | Marius Negrea | | 1               | 0                | 1            |
| Royaume-Uni     | Jason Briggs Steven Cousins Andrew Place | Melanie Bruce Joanne Conway Kathryn Pritchard Suzanne Otterson                                                                     | 3               | 4                | 7            |
| Slovénie        | Luka Klasinc | Mojca Kopač | 1               | 1                | 2            |
| Suède           | | Helene Persson | 0               | 1                | 1            |
| Taipei chinois  | David Liu | | 1               | 0                | 1            |
| Tchécoslovaquie | Petr Barna René Novotný Martin Šimeček | Radka Kovaříková Lenka Kulovaná Kateřina Mrázová                                                                                   | 3               | 3                | 6            |
| Total           | Total | Total | 68              | 66               | 134          |

## Podiums
| Épreuves                            | Or                                   | Argent                              | Bronze                           |
| ----------------------------------- | ------------------------------------ | ----------------------------------- | -------------------------------- |
| Messieurs résultats détaillés       | Viktor Petrenko                      | Paul Wylie                          | Petr Barna                       |
| Dames résultats détaillés           | Kristi Yamaguchi                     | Midori Ito                          | Nancy Kerrigan                   |
| Couples résultats détaillés         | Natalia Mishkutenok / Artur Dmitriev | Elena Bechke / Denis Petrov         | Isabelle Brasseur / Lloyd Eisler |
| Danse sur glace résultats détaillés | Marina Klimova / Sergueï Ponomarenko | Isabelle Duchesnay / Paul Duchesnay | Maïa Oussova / Alexandre Jouline |

## Tableau des médailles
| Rang  | Pays            | Médaille d'or, Jeux olympiques | Médaille d'argent, Jeux olympiques | Médaille de bronze, Jeux olympiques | Total |
| 1     | Équipe unifiée  | 3                              | 1                                  | 1                                   | 5     |
| 2     | États-Unis      | 1                              | 1                                  | 1                                   | 3     |
| 3     | France          | 0                              | 1                                  | 0                                   | 1     |
| 3     | Japon           | 0                              | 1                                  | 0                                   | 1     |
| 5     | Canada          | 0                              | 0                                  | 1                                   | 1     |
| 5     | Tchécoslovaquie | 0                              | 0                                  | 1                                   | 1     |
| Total | Total           | 4                              | 4                                  | 4                                   | 12    |

## Détails des compétitions
Pour la saison 1991/1992, les calculs des points se font selon la méthode suivante :
- chez les Messieurs, les Dames et les Couples artistiques (0.5 point par place pour le programme court, 1 point par place pour le programme libre)
- en danse sur glace (0.4 point par place pour les deux danses imposées, 0.6 point par place pour la danse originale, 1 point par place pour la danse libre)

### Messieurs
| Rang                                        | Nom                    | Nation          | Points | Prog. court | Prog. libre |
| ------------------------------------------- | ---------------------- | --------------- | ------ | ----------- | ----------- |
| 1                                           | Viktor Petrenko        | Équipe unifiée  | 1.5    | 1           | 1           |
| 2                                           | Paul Wylie             | États-Unis      | 3.5    | 3           | 2           |
| 3                                           | Petr Barna             | Tchécoslovaquie | 4.0    | 2           | 3           |
| 4                                           | Christopher Bowman     | États-Unis      | 7.5    | 7           | 4           |
| 5                                           | Aleksey Urmanov        | Équipe unifiée  | 7.5    | 5           | 5           |
| 6                                           | Kurt Browning          | Canada          | 8.0    | 4           | 6           |
| 7                                           | Elvis Stojko           | Canada          | 10.0   | 6           | 7           |
| 8                                           | Vyacheslav Zahorodnyuk | Équipe unifiée  | 13.0   | 10          | 8           |
| 9                                           | Michael Slipchuk       | Canada          | 13.0   | 8           | 9           |
| 10                                          | Todd Eldredge          | États-Unis      | 15.5   | 9           | 11          |
| 11                                          | Grzegorz Filipowski    | Pologne         | 16.5   | 13          | 10          |
| 12                                          | Steven Cousins         | Royaume-Uni     | 18.0   | 12          | 12          |
| 13                                          | Masakazu Kagiyama      | Japon           | 20.5   | 11          | 15          |
| 14                                          | Nicolas Pétorin        | France          | 21.0   | 14          | 14          |
| 15                                          | Éric Millot            | France          | 21.5   | 17          | 13          |
| 16                                          | Cameron Medhurst       | Australie       | 24.0   | 16          | 16          |
| 17                                          | David Liu              | Taipei chinois  | 26.5   | 15          | 19          |
| 18                                          | Ralph Burghart         | Autriche        | 28.0   | 20          | 18          |
| 19                                          | Oula Jääskeläinen      | Finlande        | 28.5   | 23          | 17          |
| 20                                          | Konstantin Kostin      | Lettonie        | 31.0   | 18          | 22          |
| 21                                          | Jung Sung-il           | Corée du Sud    | 31.5   | 21          | 21          |
| 22                                          | Henrik Walentin        | Danemark        | 32.0   | 24          | 20          |
| 23                                          | Mitsuhiro Murata       | Japon           | 34.0   | 22          | 23          |
| Abandon                                     | Gilberto Viadana       | Italie          |        | 19          |             |
| Patineurs éliminés après le programme court |                        |                 |        |             |             |
| 25                                          | Zhang Shubin           | Chine           |        | 25          | NC          |
| 26                                          | Luka Klasinc           | Slovénie        |        | 26          | NC          |
| 27                                          | Marius Negrea          | Roumanie        |        | 27          | NC          |
| 28                                          | Li Su-min              | Corée du Nord   |        | 28          | NC          |
| 29                                          | Tomislav Čižmešija     | Croatie         |        | 29          | NC          |
| 30                                          | Riccardo Olavarrieta   | Mexique         |        | 30          | NC          |
| Forfait                                     | Jan Erik Digernes      | Norvège         |        | NC          | NC          |

### Dames
| Rang                                          | Nom                | Nation          | Points | Prog. court | Prog. libre |
| --------------------------------------------- | ------------------ | --------------- | ------ | ----------- | ----------- |
| 1                                             | Kristi Yamaguchi   | États-Unis      | 1.5    | 1           | 1           |
| 2                                             | Midori Ito         | Japon           | 4.0    | 4           | 2           |
| 3                                             | Nancy Kerrigan     | États-Unis      | 4.0    | 2           | 3           |
| 4                                             | Tonya Harding      | États-Unis      | 7.0    | 6           | 4           |
| 5                                             | Surya Bonaly       | France          | 7.5    | 3           | 6           |
| 6                                             | Chen Lu            | Chine           | 10.5   | 11          | 5           |
| 7                                             | Yuka Sato          | Japon           | 10.5   | 7           | 7           |
| 8                                             | Karen Preston      | Canada          | 14.0   | 12          | 8           |
| 9                                             | Josée Chouinard    | Canada          | 16.0   | 10          | 11          |
| 10                                            | Marina Kielmann    | Allemagne       | 16.5   | 15          | 9           |
| 11                                            | Lenka Kulovaná     | Tchécoslovaquie | 16.5   | 9           | 12          |
| 12                                            | Laëtitia Hubert    | France          | 17.5   | 5           | 15          |
| 13                                            | Patricia Neske     | Allemagne       | 18.0   | 16          | 10          |
| 14                                            | Yulia Vorobieva    | Équipe unifiée  | 20.0   | 14          | 13          |
| 15                                            | Anisette Torp-Lind | Danemark        | 20.0   | 8           | 16          |
| 16                                            | Tatiana Rachkova   | Équipe unifiée  | 20.5   | 13          | 14          |
| 17                                            | Viktoria Dimitrova | Bulgarie        | 26.0   | 18          | 17          |
| 18                                            | Joanne Conway      | Royaume-Uni     | 26.5   | 17          | 18          |
| 19                                            | Zuzanna Szwed      | Pologne         | 30.5   | 23          | 19          |
| 20                                            | Alma Lepina        | Lettonie        | 31.5   | 22          | 20          |
| 21                                            | Olga Vassiljeva    | Estonie         | 31.5   | 21          | 21          |
| 22                                            | Suzanne Otterson   | Royaume-Uni     | 32.0   | 20          | 22          |
| 23                                            | Krisztina Czakó    | Hongrie         | 32.5   | 19          | 23          |
| Abandon                                       | Helene Persson     | Suède           |        | 24          |             |
| Patineuses éliminées après le programme court |                    |                 |        |             |             |
| 25                                            | Željka Čižmešija   | Croatie         |        | 25          | NC          |
| 26                                            | Mojca Kopač        | Slovénie        |        | 26          | NC          |
| 27                                            | Li Gyong-ok        | Corée du Nord   |        | 27          | NC          |
| 28                                            | Lee Eun-hee        | Corée du Sud    |        | 28          | NC          |
| 29                                            | Mayda Navarro      | Mexique         |        | 29          | NC          |

### Couples
| Rang | Nom                                  | Nation          | Points | Prog. court | Prog. libre |
| ---- | ------------------------------------ | --------------- | ------ | ----------- | ----------- |
| 1    | Natalia Mishkutenok / Artur Dmitriev | Équipe unifiée  | 1.5    | 1           | 1           |
| 2    | Elena Bechke / Denis Petrov          | Équipe unifiée  | 3.0    | 2           | 2           |
| 3    | Isabelle Brasseur / Lloyd Eisler     | Canada          | 4.5    | 3           | 3           |
| 4    | Radka Kovaříková / René Novotný      | Tchécoslovaquie | 6.0    | 4           | 4           |
| 5    | Evgenia Shishkova / Vadim Naumov     | Équipe unifiée  | 7.5    | 5           | 5           |
| 6    | Natasha Kuchiki / Todd Sand          | États-Unis      | 9.0    | 6           | 6           |
| 7    | Peggy Schwarz / Alexander König      | Allemagne       | 11.5   | 8           | 7           |
| 8    | Mandy Wötzel / Axel Rauschenbach     | Allemagne       | 13.0   | 10          | 8           |
| 9    | Christine Hough / Doug Ladret        | Canada          | 14.5   | 9           | 10          |
| 10   | Calla Urbanski / Rocky Marval        | États-Unis      | 14.5   | 7           | 11          |
| 11   | Jenni Meno / Scott Wendland          | États-Unis      | 15.0   | 12          | 9           |
| 12   | Sherry Ball / Kris Wirtz             | Canada          | 17.5   | 11          | 12          |
| 13   | Danielle Carr / Stephen Carr         | Australie       | 19.5   | 13          | 13          |
| 14   | Rena Inoue / Tomoaki Koyama          | Japon           | 21.0   | 14          | 14          |
| 15   | Anna Tabacchi / Massimo Salvadè      | Italie          | 22.5   | 15          | 15          |
| 16   | Line Haddad / Sylvain Privé          | France          | 24.0   | 16          | 16          |
| 17   | Kathryn Pritchard / Jason Briggs     | Royaume-Uni     | 25.5   | 17          | 17          |
| 18   | Ko Ok-ran / Kim Gwang-ho             | Corée du Nord   | 27.0   | 18          | 18          |

### Danse sur glace
| Rang | Nom                                     | Nation          | Points | Danse imposée 1 | Danse imposée 2 | Danse originale | Danse libre |
| ---- | --------------------------------------- | --------------- | ------ | --------------- | --------------- | --------------- | ----------- |
| 1    | Marina Klimova / Sergueï Ponomarenko    | Équipe unifiée  | 2.0    | 1               | 1               | 1               | 1           |
| 2    | Isabelle Duchesnay / Paul Duchesnay     | France          | 4.4    | 3               | 3               | 2               | 2           |
| 3    | Maïa Oussova / Alexandre Jouline        | Équipe unifiée  | 5.6    | 2               | 2               | 3               | 3           |
| 4    | Oksana Grichtchouk / Ievgueni Platov    | Équipe unifiée  | 8.0    | 4               | 4               | 4               | 4           |
| 5    | Stefania Calegari / Pasquale Camerlengo | Italie          | 10.0   | 5               | 5               | 5               | 5           |
| 6    | Susanna Rahkamo / Petri Kokko           | Finlande        | 12.4   | 7               | 7               | 6               | 6           |
| 7    | Klára Engi / Attila Tóth                | Hongrie         | 13.6   | 6               | 6               | 7               | 7           |
| 8    | Dominique Yvon / Frédéric Palluel       | France          | 16.6   | 8               | 8               | 9               | 8           |
| 9    | Sophie Moniotte / Pascal Lavanchy       | France          | 17.4   | 9               | 9               | 8               | 9           |
| 10   | Kateřina Mrázová / Martin Šimeček       | Tchécoslovaquie | 20.6   | 12              | 11              | 10              | 10          |
| 11   | April Sargent-Thomas / Russ Witherby    | États-Unis      | 21.6   | 10              | 10              | 11              | 11          |
| 12   | Jacqueline Petr / Mark Janoschak        | Canada          | 24.8   | 11              | 12              | 12              | 13          |
| 13   | Anna Croci / Luca Mantovani             | Italie          | 25.0   | 13              | 13              | 13              | 12          |
| 14   | Regina Woodward / Csaba Szentpétery     | Hongrie         | 29.0   | 13              | 15              | 15              | 14          |
| 15   | Rachel Mayer / Peter Breen              | États-Unis      | 29.0   | 14              | 14              | 14              | 15          |
| 16   | Margarita Drobiazko / Povilas Vanagas   | Lituanie        | 33.0   | 17              | 17              | 17              | 16          |
| 17   | Melanie Bruce / Andrew Place            | Royaume-Uni     | 29.0   | 16              | 16              | 16              | 17          |
| 18   | Han Bing / Yang Hui                     | Chine           | 36.0   | 18              | 18              | 18              | 18          |
| 19   | Ryu Gwang-ho / Pak Un-sil               | Corée du Nord   | 38.0   | 19              | 19              | 19              | 19          |